# Dolichopeza compressior
Dolichopeza compressior är en tvåvingeart som beskrevs av Alexander 1952. Dolichopeza compressior ingår i släktet Dolichopeza och familjen storharkrankar. Inga underarter finns listade i Catalogue of Life.